# Sender Rauenberg
Der Sender Rauenberg ist eine Sendeanlage zur Ausstrahlung von Hörfunksignalen, die sich östlich der Ortschaft Rauenberg bei Freudenberg (Baden) im Nordosten Baden-Württembergs befindet. Als Antennenträger dient ein freistehender Rohrmast. Der Sender versorgt die Ortschaft Rauenberg und die Ortschaften auf der baden-württembergischen Seite des Maintals, die weder von Kirschfurt noch von Wertheim aus erreicht werden.

## Frequenzen und Programme

### Analoger Hörfunk (UKW)
| Frequenz (MHz) | Programm               | RDS PS   | RDS PI | Regionalisierung  | ERP (kW) | Antennendiagramm rund (ND)/gerichtet (D) | Polarisation horizontal (H)/vertikal (V) |
| -------------- | ---------------------- | -------- | ------ | ----------------- | -------- | ---------------------------------------- | ---------------------------------------- |
| 95,1           | SWR1 Baden-Württemberg | SWR1_BW_ | D301   | –                 | 0,01     | D (280–50°)                              | H                                        |
| 91,2           | SWR Kultur             | SWR_Kult | D3A2   | Baden-Württemberg | 0,01     | D (280–50°)                              | H                                        |
| 92,4           | SWR3                   | __SWR3__ | D3A3   | Württemberg       | 0,01     | D (280–50°)                              | H                                        |

### Analoges Fernsehen (PAL)
Vor der Umstellung auf DVB-T diente der Sendestandort weiterhin für analoges Fernsehen.
| Kanal | Frequenz (MHz) | Programm                        | ERP (kW) | Sendediagramm rund (ND)/ gerichtet (D) | Polarisation horizontal (H)/ vertikal (V) |
| ----- | -------------- | ------------------------------- | -------- | -------------------------------------- | ----------------------------------------- |
| 37    | 599,25         | Das Erste (SWR)                 | 0,04     | D                                      | H                                         |
| 21    | 471,25         | ZDF                             | 0,04     | D                                      | H                                         |
| 40    | 623,25         | SWR Fernsehen Baden-Württemberg | 0,04     | D                                      | H                                         |